# Demografía de Sierra Leona
El siguiente artículo describe las características de la demografía de Sierra Leona

## Perfil demográfico
La joven y creciente población de Sierra Leona está impulsada por su elevada tasa global de fecundidad (TGF), de casi 5 hijos por mujer, que ha disminuido poco en las dos últimas décadas. Su elevada TGF se sustenta en el continuo deseo de tener familias numerosas, el bajo nivel de uso de anticonceptivos y el inicio temprano de la maternidad. A pesar de su elevada tasa de fecundidad, el crecimiento de la población de Sierra Leona se ve moderado por las elevadas tasas de mortalidad infantil y materna, que se encuentran entre las más altas del mundo y son consecuencia de la pobreza, la falta de agua potable y saneamiento, la mala nutrición, el acceso limitado a servicios sanitarios de calidad y la prevalencia de la mutilación genital femenina.
La gran cohorte de jóvenes de Sierra Leona -alrededor del 60% de la población es menor de 25 años- sigue luchando con los altos niveles de desempleo, que fue una de las principales causas de la guerra civil del país entre 1991 y 2002 y sigue siendo una amenaza para la estabilidad en la actualidad. Su tasa de desempleo juvenil, estimada en un 60%, se atribuye a los altos niveles de analfabetismo y de mano de obra no cualificada, a la falta de empleos en el sector privado y a los bajos salarios.
Sierra Leona ha sido fuente y destino de refugiados. La guerra civil de Sierra Leona desplazó internamente hasta 2 millones de personas, o casi la mitad de la población, y obligó a casi otro medio millón a buscar refugio en los países vecinos (370.000 sierraleoneses huyeron a Guinea y 120.000 a Liberia). El ACNUR ha ayudado a casi 180.000 sierraleoneses a volver a casa, mientras que otros más de 90.000 se han repatriado por su cuenta. De los más de 65.000 liberianos que se refugiaron en Sierra Leona durante la guerra civil de su país (1989-2003), unos 50.000 han sido repatriados voluntariamente por el ACNUR y otros han regresado a casa de forma independiente. En 2015, menos de 1.000 liberianos seguían residiendo en Sierra Leona.

## Población
La población de Sierra Leona se compone de 18 grupos étnicos. Los Temne en el norte y los Mendé en el sur son los más grandes. Cerca de 600.000 son Krios, descendientes de los esclavos que fueron establecidos en Sierra Leona procedentes de las islas británicas y de América del Norte y de los barcos de esclavos interceptados en alta mar. Actualmente existen pequeñas comunidades provenientes de otros países (principalmente India y el Líbano).
En 1983 la distribución de la población entre las etnias africanas era la siguiente: mendes 34,6%, temnes 31,7%, limbas 8,4%, conos 5,2%, bulones 3,7%, peules 3,7%, corancos 3,5%, ialuncas 3,5%, kisis 2,3%, otras 3,4%. En Estados Unidos, Canadá y el Reino Unido están radicadas bastantes comunidades de sierraleoneses que emigraron del país por las complicadas condiciones de vida que hay en el mismo.

### Principales aglomeraciones
La principal ciudad de Sierra Leona es la capital, Freetown con un total de 1,055,964 según el censo del 2015. En el censo 2004 el país ya había alcanzado los 5.883.889 y la densidad demográfica se situaba en 82 hab/km². Las otras principales ciudades corresponden a Bo con 167.144 (censo 2004), Kenema con 137.696 (2004) ambas situadas en el interior pero relativamente cerca de la costa, Makeni con 85.017(2004) y Koidu con 87.789 (2004).

### Evolución demográfica
Según el censo de 2004:
- 1963: 2180355 habitantes
- 1974:  2735159 habitantes
- 1985: 3515812 habitantes
- 2004: 4976871 habitantes
- 2014: 5743725 habitantes

### Datos estadísticos

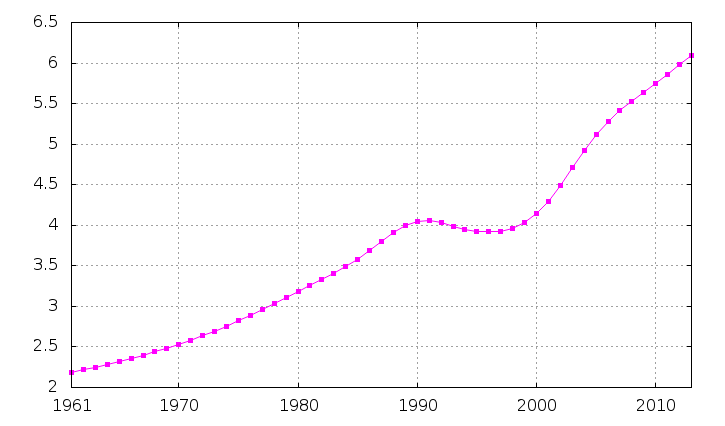
Demografía de Sierra Leona, Datos de la FAO, año 2013; Población en miles de personas.

El registro en Sierra Leona no es completo. El departamento de población de las naciones unidas tiene la siguiente estimación:
| Periodo | Nacidos vivos por años | Muertes por año | Cambio natural por año | CBR* | CDR* | NC*  | TFR* | IMR* |
| --- | ---------------------- | --------------- | ---------------------- | ---- | ---- | ---- | ---- | ---- |
| 1950-1955 | 96 000                 | 69 000          | 27 000                 | 48.8 | 35.1 | 13.6 | 6.03 | 242  |
| 1955-1960 | 102 000                | 71 000          | 32 000                 | 48.6 | 33.6 | 15.0 | 6.03 | 235  |
| 1960-1965 | 110 000                | 73 000          | 37 000                 | 48.5 | 32.1 | 16.3 | 6.03 | 227  |
| 1965-1970 | 119 000                | 75 000          | 44 000                 | 47.8 | 30.1 | 17.7 | 5.98 | 214  |
| 1970-1975 | 124 000                | 73 000          | 50 000                 | 45.5 | 26.9 | 18.6 | 5.75 | 195  |
| 1975-1980 | 133 000                | 69 000          | 63 000                 | 44.1 | 23.1 | 21.1 | 5.63 | 164  |
| 1980-1985 | 143 000                | 68 000          | 76 000                 | 42.8 | 20.2 | 22.6 | 5.52 | 135  |
| 1985-1990 | 162 000                | 86 000          | 76 000                 | 43.0 | 22.8 | 20.1 | 5.59 | 154  |
| 1990-1995 | 175 000                | 101 000         | 73 000                 | 44.3 | 25.7 | 18.6 | 5.81 | 166  |
| 1995-2000 | 179 000                | 100 000         | 79 000                 | 44.6 | 24.9 | 19.6 | 5.84 | 157  |
| 2000-2005 | 199 000                | 97 000          | 102 000                | 42.7 | 20.8 | 22.0 | 5.56 | 133  |
| 2005-2010 | 224 000                | 93 000          | 131 000                | 40.6 | 16.9 | 23.7 | 5.22 | 114  |
| * CBR = crude birth rate (per 1000); CDR = crude death rate (per 1000); NC = natural change (per 1000); IMR = infant mortality rate per 1000 births; TFR = total fertility rate (number of children per woman) |                        |                 |                        |      |      |      |      |      |

### Fertilidad y nacimientos
Total Fertility Rate (TFR) (Wanted Fertility Rate) and Crude Birth Rate (CBR):
| Año  | CBR (Total) | TFR (Total) | CBR (Urbana) | TFR (Urbana) | CBR (Rural) | TFR (Rural) |
| ---- | ----------- | ----------- | ------------ | ------------ | ----------- | ----------- |
| 2008 | 31.5        | 5.1 (4.5)   | 27.3         | 3.8 (3.4)    | 33.4        | 5.8 (5.2)   |
| 2013 | 35.7        | 4.9 (4.2)   | 29.5         | 3.5 (3.0)    | 38.2        | 5.7 (4.9)   |
| 2019 | 30.0        | 4.2 (3.8)   | 26           | 3.1 (2.9)    | 33          | 5.1 (4.7)   |

### Expectativa de vida
| Periodo   | Expectativa de vida en años |
| --------- | --------------------------- |
| 1950–1955 | 28.82                       |
| 1955–1960 | 29.487                      |
| 1960–1965 | 30.99                       |
| 1965–1970 | 32.63                       |
| 1970–1975 | 36.78                       |
| 1975–1980 | 39.70                       |
| 1980–1985 | 40.85                       |
| 1985–1990 | 39.13                       |
| 1990–1995 | 35.96                       |
| 1995–2000 | 36.69                       |
| 2000–2005 | 41.32                       |
| 2005–2010 | 45.88                       |
| 2010–2015 | 50.19                       |

## Etnias
Africanos 90% (Temne 30%. Mende 30%. otros 30%). Criollos 10% (descendientes de esclavos liberados de América. Jamaica y de barcos esclavistas intercepatados África occidental que fueron reasentados en la zona de Freetown a finales del siglo dieciocho). Refugiados de la reciente guerra civil liberiana. Pequeño número de europeos. Libaneses, Pakistanis e Indios

## Religión
Musulmanes 60%. Creencias indígenas 30%. Cristianos 10%

## Idiomas
Inglés (lengua oficial, su uso se limita a la minoría ilustrada). Mende (principal lengua vernácula del sur). Temne (principal lengua vernácula del norte). Krio (lengua criolla basada en el inglés hablada por los descendientes de los esclavos jamaicanos liberados y que se asentaron en la zona de Freetown: es una lengua franca y el primer idioma del 10% de la población pero comprendida por el 95%)

### Alfabetismo
definición:
mayores de 15 que pueden leer y escribir en inglés. Mende, Temne o árabe

Población total:
29,6%

hombres:
39,8%

mujeres:
20,5% (2000 est.)